# Râul Fedeleșul
Râul Fedeleșul este un curs de apă, afluent al râului Șorogari. 